# Каратасское месторождение меди и молибдена
Каратасское месторождение меди и молибдена — расположено в Шетском районе Карагандинской области, на юго-восточной антиклинория Тасарал-Кызылеспе. 
Одно из месторождений Балхашского рудного района. Первые геологоразведочные работы (И. П. Русаков) проведены в 1930—1952 годах, установлено его производственные значение. В 1958 году в результате проведения комплексных геофизическо-геологоразведочных работ в этом рудном районе были открыты несколько новых медных, свинцовых, молибденовых месторождений. Было установлено особое производственное значение медно-молибденового месторождения Каратас I, расположенного на стыке двух складчатых систем. Рудное тело, согнутое в виде дуги, растянулось с перерывами с северо-запада на юго-запад. В вертикальном разрезе его основные толстые линзы (5—45 м) падают в северо-западном направлении до глубины 400 м (65—85°). Особо богатые медные и молибденовые рудные тела сосредоточены в форме массива, веревки и штокверка среди рудных линз. Основные минералы рудного месторождения: халькопирит, молибденит, пирит, в небольших размерах магнетит, гематит, сфалерит, галенит. Сопутствующие элементы: висмут, рений, селен, теллур, осмий, свинец.